# Wallers-en-Fagne
Wallers-en-Fagne (formerly Wallers-Trélon là một xã của tỉnh Nord, thuộc vùng Hauts-de-France, miền bắc nước Pháp.